# Тараненко Іван Іванович
Іва́н Іва́нович Таране́нко (*16 вересня 1965, Канів) — український композитор, піаніст, педагог, музично-громадський діяч.
Член Національної спілки композиторів України (1994), секретар правління НСКУ (2005-2024). Лауреат Премії ім. Л.Ревуцького (1999), Лауреат Премії ім.
М. В. Лисенка (2011), Лауреат Всеукраїнського конкурсу імені С. С. Прокоф'єва (Донецьк, 1991); володар Гран-Прі V Благодійного фестивалю «Regina-Vladimir Horowitz in Memoriam» (фортепіано та камерна музика, Київ, 1998), володар творчої стипендії, заснованої Фундацією Приятелів «Варшавської Осені» з коштів «Ernst von Siemens Musikstiftung», що в Монако, на замовлення твору для Міжнародного фестивалю електроакустичної музики «Musica Electronica Nova» (Вроцлав, Польща, 2005 р.).Нагороджений «Почесною відзнакою»
Київського міського голови «За вагомий особистий внесок у розвитку культури і мистецтва»
(травень, 2002). Архієрейською грамотою «В
благословіння за труди во славу Святої Православної Церкви» архієпископа Артемія, Гродненського і Волковиського (Гродненська єпархія Білоруського екзархату — лютий,
2014)
Закінчив композиторський факультет Київської державної консерваторії ім. П. І. Чайковського (клас проф. В. Д. Кирейка, проф. А. Я. Штогаренка та проф. Г. І. Ляшенка, 1991), аспірантуру при Національній музичній Академії України ім. П. І. Чайковського (клас народного артиста України, професора Г. І. Ляшенка, 1995).
Працював викладачем Канівського державного училища культури (1991—1998). З 1998 — викладач, декан (2000-03 рр.) факультету музичного мистецтва Київської дитячої Академії мистецтв, з 1999 — старший викладач кафедри композиції Національної музичної академії України ім. П. І. Чайковського.
Учасник фестивалів «Київ Музик Фест» (1992, 1997-99, 2000-09), «Музичні прем'єри сезону» (Київ, 1995-96, 1998—2009), «Осінній джазовий марафон» (1997—1999), «Київ-Травень-Джаз» (2000), міжнародних форумів музики молодих (Київ — 1992, 1994, 1995, 1998).
Як виконавець виступає з сольною програмою власних творів та імпровізацій. Створив джазовий колектив «МузКлуб І. Тараненка» (1996), нова назва — IvanTaranenkoMUSCLUB (2017), з яким концертує як композитор і піаніст. Виступав з відомими виконавцями (Н.Матвієнко, А.Коропничекно, Іларія, О.Нікітюк, Р.Гриньків, Е.Ізмайлов (та його тріо), С.Хмєльов, В.Куриленко, А.Фантаєв, К.Шифрін (США), М.Кочетов, С.Охрімчук, Б.Півненко, М.Которович, В.Копоть, О.Герман, Ю.Василевич, Р.Зайцев, Н.Вачевський, Р.Фотуйма, Р.Солук, М.Бережнюк, О.Кабанов, О.Коломоєць та ін.) та колективами (Національний симфонічний оркестр України, художній керівник і головний диригент Володимир Сіренко, диригенти Ніколя Фарін (Швейцарія), Віктор Ямпольський (США); Державний ансамбль"Київські солісти", художній керівник і диригент Богодар Которович; Національний ансамбль солістів «Київська камерата», художній керівник і диригент В. Матюхін; Академічний оркестр народної та популярної музики Національної радікомпанії України, художній керівник і головний диригент Михайло Пікульський; Заслужений академічний симфонічний оркестр Українського радіо, художній керівник і головний диригент Володимир Шейко; Національний Академічний оркестр народних інструментів України (НАОНІ), художній керівник і головний диригент Віктор Гуцал; Ансамбль класичної музики імені Б.Лятошинського, диригент І.Андрієвський; Симфонічний оркестр Запорізької філармонії, художній керівник і головний диригент Вячеслав Редя).
Твори композитора звучали в концертних залах Польщі, Німеччини, Туреччини, Угорщини, Франції, Австралії, Білорусі, Великої Британії, Ізраїлю, США та постійно виконуються в Україні.
Є засновником щорічного Міжнародного фестивалю академічної та сучасної музики «Фарботони» у м. Каневі (від 1998 р.). З квітня 1999 року — музичний директор Міжнародного фестивалю академічної та сучасної музики «Фарботони», президент Фонду МФАСМ «Фарботони», з червня 2003 р. — генеральний директор Міжнародного фестивалю-конкурсу академічної та сучасної музики «Фарботони». Ініціатор та засновник (спільно із Є. Г. Савчуком та М. Г. Жулинським), головний режисер та артистичний директор Шевченківського мистецького фестивалю «Чернеча Гора» до 200-річного ювілею з дня народження Тараса Шевченка (м. Канів, 2014 рік)…
Неодноразово брав участь у роботі журі різних конкурсів. Таких, як Міжнародного дитячо-юнацького конкурсу «Срібний Дзвін» (м. Ужгород), Міжнародного конкурсу юних композиторів ім. Ю. Семеняки (м. Гродно, Білорусь), IV Київського міського конкурсу ім. В. Пухальського, Міжнародного фестивалю православних піснеспівів «Коложський Благовест» (м. Гродно, Білорусь), Міжнародного фестивалю «Хайнувські дні церковної музики» (м. Гайнівка, Польща).
Головою журі ІІІ та V Всеукраїнських відкритих конкурсів пам'яті П. Чайковського (м. Кам'янка, Черкаської обл.), Відкритого конкурсу юних виконавців на духових інструментах (м. Івано-Франківськ) та інших.
Останнім часом, впродовж 2014—2017 років, Іван Тараненко особливої уваги приділяє розвитку і творчій реалізації ф'южн-проекту «Музика Української Землі», який був започаткований композитором у 2000 році. Виконавською одиницею проекту для творчо-експериментальних досліджень у ф'южновій стилістиці (поєднання джазу, фольку, року, академічної та електронної музики, різноманітних тембральних поєднань) та реалізації цілого проекту залучений IvanTaranenkoMUSCLUB, фольк-гурт «Многая лєта», ріномаітні вокально-хорові, камерно-існтрументальні склади та оркестри…
Як композитор належить до митців, які цілком вільно почуваються у різних музичних сферах: інтелектуально-заглибленої серйозної музики, джазу, поп-музики. Для творчої манери характерна дивовижна відвертість, готовність поділитись потаємним.
Майя Ржевська, доктор мистецтвознавства

## Творчість
Найвизначніші твори:
- «Diachronos» симфонія для великого оркестру (1991);
- «Daheim sien» кантата для тенора, сопрано, мішаного хору та симфонічного оркестру на слова В.Абреша (1992);
- «Чотири молитви до Пресвятої Богородиці» для чоловічого/жіночого хору (1992);
- «Овдовіла» музика для альта та фортепіано (1992);
- «Покаянна молитва» для мішаного хору (1993);
- «Ab ovo ad infinitum»/«Від початку до нескінченності» колаж-квінтет для фортепіано, двох скрипок, альта, віолончелі та магнітної плівки (1994);
- «П'ять маленьких розповідей» для фагота та фортепіано (1994);
- «Фарботони» інструментальна феєрія для камерного ансамблю (1995);
- «A prima vista» ("З першого погляду …) імпровізаційна музика для квартету саксофонів, солюючих перкусіоніста, бандуриста та автора (рояль) (1996);
- «Сповідь чарівних струн» (спільно з Р.Гриньківим) для бандури, роялю, високого голосу та струнних (1997);
- «Псалом № 27» для мішаного хору та низьких струнних (1997);
- «Хваліте Господа з небес» для фагота соло, присвята першому виконавцю Юрію Конраду (1999);
- Концертний ф'южнпроект «Музика української землі»(2000);
- «Сім янголів з сурмами» для віолончелі та баяна (2000);
- «Сім янголів з сурмами» симфонічна містерія для альта з оркестром (оркестрова версія, 2001);
- «Сім янголів з сурмами» для віолончелі та органа (версія Марка Топоровського, 2011);
- «І запало сім'я в тіло душею…» драма для бандури та симфонічного оркестру (2002);
- «Після прочитання Шевченка. Причинна…» для баяна (2002);
- «Іст Коукер» мелодекламація за віршами Т.Еліота для двох акторів, фортепіанного квінтету та магнітної плівки (CD) (2002);
- Концерт для фортепіано, симфонічного оркестру та ді-джей установки (2003);
- "Птах зі зламаним крилом..." для саксофона соло, 2-га редакція зроблена на замовлення Міжнародного Конкурсу саксофоністів "Selmer" в Україні (середня група) - (2003). 2002 року була зроблена низка версій для дерев'яних духових: флейти, гобоя, кларнета і фагота соло.
- "In search of the way" («В пошуках шляху») для саксофона соло, написаний на замовлення Міжнародного Конкурсу саксофоністів "Selmer" в Україні - 2003 (старша група)
- "Tam i kiedyś, tutaj i teraz..."/«Там і колись, тут і тепер…» музика для клавесина та комп'ютерного саундколажу, на замовлення Фундації Приятелів “Варшавської Осені” з коштів “Ernst von Siemens Musikstiftung”, що в Монако — 2005 р. Світова премʼєра І Міжнародний фестиваль Musica Electronica Nova we Wrocławiu (2005 р.);
- Струнний квартет «Пам'яті матері» — 2005 р.;
- Концертний ф'южнпроект «Музика української землі… Симфонія відлуння» — 1998—2005 р., 2008 р.(м. Канів);
- «Твої очі, як те море» літературно-музична драма за листами та інтимною лірикою І.Франка, автор естетичної концепції та сценарію, режисер-постановник Софія Майданська (2006 р.);
- «Цвіт вишневий на Афоні…» за поемою І.Франка «Іван Вишенський»- мелодекламація для читця, чоловічого хору, оркестру та електронного запису, автор лібрето та режисер-постановник С.Майданська (2006 р.);
- Концертик для фортепіано, хору та ударних (2007);
- Ф'южн-феєрія «Майстер снів» концертний проект за поезією Валентини Давиденко та музикою Івана Тараненка (Виконавці — «МузКлуб І. Тараненка» у складі: Іван Тараненко — фортепіано, лідер-вокал, Артем Погорєлов — фортепіано, синтезатор, Дмитро Кушніров — акустична гітара, електрогітара, Вадим Волощук — контрабас, Володимир Куриленко — ударні, Олександр Томчук — перкусія, Ольга Чернишова — вокал, Володимир Годлевський — баян, Олександр Москаленко — саксофон сопрано, Ігор Бойчук — труба, за участю Заслуженого артиста України Романа Гриньківа — бандура; Струнного квартету «Колегіум» у складі Кирило Шарапов — перша скрипка, Тарас Яропуд — друга скрипка, Андрій Чоп — альт, Юрій Погорецький — віолончель; заслуженого діяча мистецтв Алли Рубіної — балетмейстер, хореографічні композиції виконала Анастасія Забережна; Михайло Лєбєдєв — телережисер-оператор, Василь Корчовий — скульптор, Цезарій Ганушкевич — художник; вірші читала автор заслужений журналіст України Валентина Давиденко — режисер-сценарист) — (2007);
- «Іван Вишенський» симфонічна драма для оркестру (2008)
- «Music for Frau Miller» для скрипки та фортепіано (2008) Прем'єра Viktoria Kaunzner (violine) Ulrich Murtfeld (piano). Koncert of Music festival "2Days&2Nights" - Odesa, Ukraine https://www.youtube.com/watch?v=34z6bRafBKU
- «Музика Української Землі» концертний ф'южнпроект за участю Н.Матвієнко, Р.Гриньківа, Г.Коропниченко, Національного ансамблю солістів «Київська камерата», «МузКлубу І.Тараненка» (2008);
- «Дев'ять акварелей на вірші Софії Майданської» для меццо-сопрано, народного голосу та камерного ансамблю;
- «Зрак» для скрипки, альта народного голосу та оркестру (2009). Світова прем'єра відбулась 1 жовтня цього ж року у Національній філармонії України — солісти Вадим Борисов (скрипка), Інна Бутрій (альт), Ганна Коропниченко (автентичний спів), Академічний симфонічний оркестр Національної філармонії України, диригент Ніколя Фарін (Швейцарія);
- "Pnevma" для фортепіано та симфонічного оркестру (2010), солістка Альона Тараненко, Академічний симфонічний оркестр Національної філармонії України, диригент — Микола Дядюра; https://www.youtube.com/watch?v=sxJ_uwGN4EI
- Ф'южн-феєрія «Майстер снів» концерт-інсталяція для двох солістів, джаз-ансамблю та камерного оркестру з використанням картин В.Давиденко та скульптур І.Романовського в онлайн-демонстрації під час фінального концерту МФАСМ "Фарботони"(Канів, 2010)
- «A Prima Vista… З першого погляду» для квартету саксофонів, чембало, перкусіоніста та роялю — диригент Віктор Ямпольський (Чикаго, США), грудень, 2010;
- «Благодатна Марія» симфонічна драма для чотирьох солістів, мішаного хору та симфонічного оркестру на вірші П. Тичини (2011), Світова прем'єра - Національна хорова капела «Думка» (художній керівник і диригент Євген Савчук), Національний симфонічний оркестр України, диригент — Володимир Сіренко;
- '«Жертва Богу, дух сокрушен» концерт-симфонія для віолончелі з оркестром' (2012) — соліст Іван Кучер, Академічний симфонічний оркестр Національної філармонії України, диригент — Ніколя Фарін (Швейцарія);
- «Добра музика» для високого голосу з оркестром на вірші С. Майданської, солістка Єлизавета Ліпітюк, Симфонічний оркестр Національної філармонії України, диригент — Віталій Протасов. Колонна зала імені М.В.Лисенка Національної філармонії України (Світова прем'єра - Київ, 2013) https://soundcloud.com/ivan-taranenko/ivan-taranenko-kind-music-for-high-voice-with-orchestra-lyrics-of-s-maidanska-2013; Солістка Тамара Ходакова, Національний Заслужений Академічний симфонічний оркестр України, диригент Ніколя Фарін (Швейцарія). Заключний концерт XXХ Міжнародного фестивалю Київ Музик Фест, Колонна зала імені М.В.Лисенка Національної філармонії України, 5 жовтня 2019 р.
- «Янгол з обпаленим крилом» концерт-симфонія для флейти та великого оркестру (2013), Світова прем'єра - жовтень 2013 року, солістка Богдана Стельмашенко, Академічний симфонічний оркестр Національної філармонії України, диригент — Ніколя Фарін (Швейцарія); https://soundcloud.com/ivan-taranenko/itaranenko-angel-with-the-burned-wing-concert-symphony-for-flute-and-big-orchestra-2013
- «A Prima Vista… З першого погляду» для струнного квартету, арфи, перкусіоніста та автора (рояль, синтезатор, комп'ютер), Студентський камерний оркестр Вроцлавської академії музики, диригент Роберт Курдибаха, на відкритті Концертного залу до 65-річного ювілею Вроцлавської академії музики, (м. Вроцлав, Польща), листопад 2013 р.;
- «Глобальні дзвони» пам'яті українських героїв для фортепіано, виконавці: Микола Чикаренко (м. Орлеан, Франція — 2014); Claudia Knafo, Ukrainian Contemporary Music Festival (New York, United States — March, 2019); https://www.youtube.com/watch?v=nH7QtuWAhIU
- «Пісні Небесних Душ» для кларнета та великого оркестру, соліст Олег Мороз, Національний Заслужений Академічний симфонічний оркестр України, художній керівник і головний диригент Володимир Сіренко. Світова прем'єра - Концерт-відкриття XXVI Міжнародного фестивалю Київ Музик Фест, Колонна зала імені М.В.Лисенка Національної філармонії України, вересень 2015 р.; https://soundcloud.com/ivan-taranenko/itaranenko-songs-of-the-heaven-souls-for-clarinet-and-big-orchestra-2016
- “Пісня без сліз” для камерного ансамблю. Ансамбль нової музики “Рикошет” Київської організації Національної спілки композиторів України, диригент Вікторія Рацюк. XXVIІ Міжнародний фестиваль Київ Музик Фест, Концертна зала НСКУ, Київ, 4 жовтня 2016 р.;
- "Tribute" для ф'южн-бенда та симфонічного оркестру IvanTaranenkoMUSCLUB/ Іван Тараненко - фортепіано; Роман Гриньків (бандура); Олександр Рукомойніков - саксофони; Олексій Герман - труба; Тимофій Музичук - народні духові інструменти; Назар Стець - контрабас; Андрій Чайка - барабани, Національний заслужений академічний симфонічний оркестр України Диригент - Віктор Ямпольський (US). Світова прем'єра - Заключний концерт XXVIII Міжнародного фестивалю Київ Музик Фест, Великий зал імені Героя України Василя Сліпака Національної музичної академії України імені П.Чайковського, 7 жовтня 2017, Київ; https://www.youtube.com/watch?v=RI6O_5adWKw
- «Ласкавого теплого сонця» для мішаного хору a capella (2017). Виконавці: Камерний хор міста Катовіце "Kamerata Silesia" під орудою Анни Шостак. Світова прем'єра - травень, 2019 р., Камерна зала NOSPR (м. Катовіце, Польща);
- "Квіти Катерини" хореографічна ф'южн-легенда (балет) на дві дії та вісім картин (2018-19 рр.) на замовлення Харківського національного академічного театру опери та балету імені М.В.Лисенка;
- "Світла музика" для двох жіночих голосів, солюючого фортепіано та симфонічного оркестру. Виконавці: Соломія Павленко, Оксана Нікітюк, Іван Тараненко, Національний Заслужений Академічний симфонічний оркестр України, диригент Володимир Сіренко. Світова прем'єра - Заключний концерт XXХІ Міжнародного фестивалю Київ Музик Фест, Колонна зала імені М.В.Лисенка Національної філармонії України, 3 жовтня 2020 р.;
- Exista для симфонічного оркестру.  Національний Заслужений Академічний симфонічний оркестр України, диригент Наталія Паламарчук. Світова прем'єра - Заключний концерт XXХІІ Міжнародного фестивалю Київ Музик Фест, Колонна зала імені М.В.Лисенка Національної філармонії України, 3 жовтня 2021 року.;
- "Fusionfonia. Muzyka ziemi ukraińskiej" для солістів, фолк-гурту, джаз бенду, тріо комп'ютерів та симфонічного оркестру. Твір переформатовано і написано спеціально на замовлення Національного центру культури у Варшаві. Світова прем'єра - 26 листопада 2022 року у Національній філармонії в Варашаві у Фінальному концерті IV Міжнародного музичного фестивалю Центральної та Східної Європи «Eufonie» за участю IvanTaranenkoMUSCLUB, Варшавського філармонічного оркестру та комп’ютерного тріо – Tonus Finalis Ensemble. Це дійство відбулося завдяки Національному центру культури Польщі, гранту мобільності #EU4Culture за підтримки Goethe-Institut (Німеччина), завдяки Збройним силам України та усім силам українського спротиву.  https://www.youtube.com/watch?v=rKh6SvLDwoI
- «Псалом № 27» нова редакція для мішаного хору та спонтанно препарованого фортепіано (2023). Виконавці: Камерний хор міста Катовіце "Kamerata Silesia" під орудою Анни Шостак, Іван Тараненко (фортепіано). Світова прем'єра - червень, 2023 р., Камерна зала NOSPR (м. Катовіце, Польща);
- "Revelation" для спонтанно препарованого фортепіано та трьох комп'ютерів Live (2023). Виконавці: Іван Тараненко (фортепіано),комп’ютерне тріо – Tonus Finalis Ensemble у складі: Марцін Бортновський, Станіслав Круповіч, Марцін Рупочінський,  світова прем'єра - червень, 2023 р., Концертна зала Вроцлавської музичної академії (м.Вроцлав, Польща) ;

Музика в стилі ф’южн, джазові композиції
- “Музика української землі” концертний ф’южнпроект (2000);
- „Музика української землі… Симфонія відлуння” концертний ф’южн-проект (1998-2005);
- Ф’южн-феєрія “Майстер снів” концертний проект за поезією Валентини Давиденко та музикою Івана Тараненка (Виконавці – “МузКлуб І. Тараненка”: Струнного квартету “Колегіум”; заслуженого діяча мистецтв Алли Рубіної – балетмейстер, хореографічні композиції виконала Анастасія Забережна; Михайло Лєбєдєв – телережисер-оператор, Василь Корчовий – скульптор, Цезарій Ганушкевич – художник; вірші читала автор заслужений журналіст України Валентина Давиденко – режисер-сценарист) – (2007);
- “Музика Української Землі” концертний ф’южнпроект за участю Н.Матвієнко, Р.Гриньківа, Г.Коропниченко, Національного ансамблю солістів “Київська камерата”, “МузКлубу І.Тараненка” (версія 2008, м. Канів);
- Ф’южн-феєрія “Майстер снів” концертний проект на вірші В.Давиденко. Прем'єра відбулась у фестивальній програмі ХІ Міжнародного фестивалю академічної та сучасної музики “Фарботони” за участю „МузКлуб Івана Тараненка” та Академічного оркестру народної та популярної музики Національної радіокомпанії України були доповнені відеофільмами та наживо виставленими на сцені живописними полотнами авторки поезій та камерних пластичних композицій скульптора Ігоря Романовського (версія 2010);
- Ф’южн-феєрія “Майстер снів” на вірші В.Давиденко, концертна презентація аудіоальбому з одноіменною назвою відбулась у програмі концертів ХХІІІ Міжнародного фестивалю “Київ Музик Фест - 2012” за участю солістів Іван Тараненко (спів, синтезатор), Ольга Чернишова (спів), „МузКлуб Івана Тараненка” та Академічного оркестру народної та популярної музики Національної радіокомпанії України (художній керівник і диригент Михайло Пікульський).
- «Музика Української Землі… У Снах Різдвяних Ночей» концертний ф’южн-проект за участі Алла Бояр (спів), фольклорного гурту «Многая лєта», художній керівник Анна Коропниченко, «МузКлуб І.Тараненка», Академічного оркестру народної та популярної музики Національної радіокомпанії України (художній керівник і диригент Михайло Пікульський) 22 січня 2015 р. На початку і після проведення концерту всі бажаючі мали можливість скласти пожертви на потреби ЗСУ. Зібрані кошти були передані фонду "Повернись живим";
- «Музика Української Землі… FunkГопак та ще…», виконавці: солісти — Ніна Матвієнко, Оксана Нікітюк, Алла Бояр, Руслана Лоцман, Мирослава Которович, Маріанна Скрипа, «МузКлуб І.Тараненка»,  ансамбль фольклорної та духовної музики «Многая лєта», художній керівник Анна Коропниченко, Національний академічний оркестр народних інструментів, художній керівник і головний диригент Віктор Гуцал, диригент Олег Кунтий. Відбулося два концерти — 1 жовтня у Будинку архітектора в рамках «Київ Музик Фесту-2015», у Великому залі Національної музичної академії України імені Петра Чайковського, 30 листопада 2015 року;
- «Музика Української Землі… Пори року, пори життя…» ф'южнфонія для солістів, джазбенду, фолькгурту та оркестру, виконавці: «МузКлуб І.Тараненка», Ансамбль фольклорної та духовної музики «Многая лєта», художній керівник Анна Коропниченко, Національний академічний оркестр народних інструментів України, художній керівник і головний диригент Віктор Гуцал, диригент Олег Кунтий, солісти — Оксана Нікітюк, Богдана Півненко, Мирослава Которович, Алла Бояр, Анастасія Поліщук, — запис альбому у Великій концертній студії Українського радіо — 16-19 лютого, концертні версії — 24 вересня ("Фарботони", Канів), 9 жовтня ("Київ Музик Фест", Київ) 2016 року.
- “У Снах Різдвяних Ночей” зимова ф’южн-феєрія, яка відбулася 15 березня 2017 року у Національному будинку органної та камерної музики України/Костьол Святого Миколая (Київ). Публіка занурилася у містичний світ української пісні та сучасних композицій Івана Тараненка разом з симфонічним оркестром Ансамблю класичної музики імені Б. Лятошинського (диригент Ігор Андрієвський), фольк-гуртом (художній керівник Анна Коропниченко), хором хлопчиків та юнаків школи джазового та естрадного мистецтв «Caritas» (художній керівник та диригент Тетяна Верич), джазовим колективом IvanTaranenkoMUSCLUB та найкращими українськими солістами. Серед них – Роман Гриньків (бандура), Оксана Нікітюк, Наталія Пренделас (спів), Богдана Півненко, Мирослава Которович, Сергій Охрімчук (скрипка), Ігор Андрієвський (диригент), Максим Бережнюк (народні духові, спів), Назар Стець (контрабас), Алік Фантаєв (перкусія), Назар Вачевський (саксофони), Антон Самутін (труба), Олекса Кабанов (ліра, цитра, кобза, перкусія), Олексій Коломоєць (баян), Олена Тараненко (рояль, синтезатор) та автор музики й продюсер проекту Іван Тараненко (рояль, синтезатор, спів).
- @Experience& ф’южн-музикування нинішнього часу за участі Ґ. Б. Зоммера (Німеччина, перкусія) С. Круповіча, М. Рупочинського (Польща, комп’ютери) та IvanTaranenkoMUSCLUB,  Велика концертна студія Українського радіо (ХХХ Київ Музик Фест, 4 жовтня, 2019 р.);
- fusionfonia_музика української землі музичне дійство для солістів, джаз бенду, фолк-гурту та оркестру – концерт з музики одного з найвідоміших сучасних українських композиторів Івана Тараненка, в якому він розкриває наступну магістральну ідею своєї творчості: презентація української музики в сучасному прочитанні, висвітлення її прихованих сенсів характерів в унікальному поєднанні автентичного фольклору з різних регіонів України з джазовою, класичною, електронною музикою. В купі із залученням сучасних технологій світлодизайну, віджеїнгу, високопрофесійного оркестру, солістів-віртуозів та відомих співаків такий культурний продукт створює нове уявлення про народну музику, виявить її нові якості і контексти в неочікуваних стильових поєднаннях. Презентація проєкту відбулась 24 серпня 2020 року на відкритій сцені Софії Київської у програмі ІІІ Міжнародного фестивалю BOUQUET KYIV STAGE (м. Київ)
- “На крилах янголів” концертна програма для джазового тріо. Piano jazz trio у складі: Іван Тараненко, рояль; Назар Стець, контрабас; Олег Пахомов, ударні інструменти. Велика концертна студія Будинку звукозапису України (Київ Музик Фест, м. Київ, 1 жовтня 2020)

Джазові композиції, п'єси
- «Relax», «Ляфаре», «Сонце за хмарами», «Коломийка-Роксолана», «Веснянка», «Далі буде» та ін.;

- концертний проект ф'южн-феєрія «Майстер снів» на вірші В.Давиденко, пісні, музика для дітей, ф'южн-обробки українських народних пісень;
- Мандрівний ф'южн-проект '«Музика Української Землі… Чумацький шлях…»'

Записи на CD
- «Відчуття реальності»(1998);
- ф'южн-альбом «Музика української землі» — концертна версія (2002);
- Камерно-інструментальна та симфонічна музика І.Тараненка (концертна версія, 2002);
- «Лабіринт», «Майстер снів», авторські пісні у виконанні І.Тараненка (2002-05).
- Seven Angels — Teresa Kaminska, Marek Toporowski (Gema, 2011, Germany); https://www.youtube.com/watch?v=f-0dgWmm6n0
- Ф'южн-феєрія «Майстер снів» на вірші Валентини Давиденко (НРКУ, 2011—2012)
- Аудіо-альбом "Музика української землі... Пори року, пори життя..." (2016)